# Laura de Weck

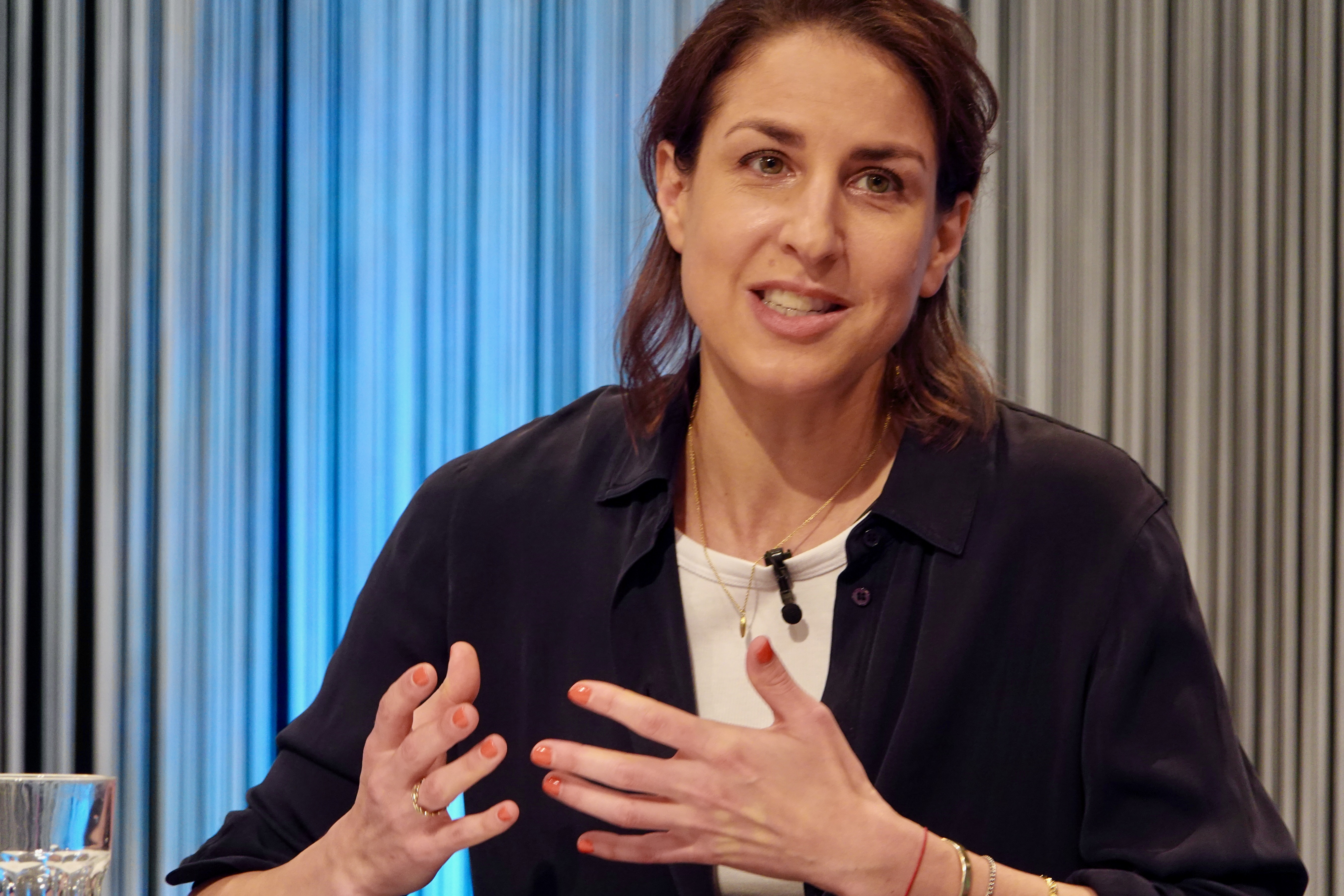
Laura de Weck als Jurorin beim Ingeborg-Bachmann-Preis 2024

Laura de Weck (* 31. Mai 1981 in Zürich) ist eine Schweizer Dramatikerin und Literaturkritikerin.

## Leben
Die Tochter des Publizisten Roger de Weck wuchs in Paris, Hamburg und Zürich auf. Seit dem Abschluss des Schauspielstudiums an der Hochschule für Musik und Theater in Zürich im Jahr 2005 ist sie freie Autorin. Sie war von 2007 bis 2010 als Schauspielerin Mitglied im Ensemble des Jungen Schauspielhauses Hamburg. Ihr erstes Stück, Lieblingsmenschen, hatte am 29. März 2007 am Theater Basel und am Nationaltheater Mannheim Doppel-Uraufführung. Es folgten die Stücke SumSum (uraufgeführt 2008 von Barbara Brüesch am Theater Chur), Für die Nacht (2011 uraufgeführt von Werner Düggelin am Theater Basel) und Archiv des Unvollständigen (2013 uraufgeführt von Thom Luz bei den Ruhrfestspielen). Laura de Wecks Stücke wurden in mehrere Sprachen übersetzt. Die Autorin inszeniert selbst eigene Performances wie Espace Schengen im Zürcher Theaterhaus Gessnerallee, der Kaserne Basel und Kampnagel Hamburg.
Von 2011 bis 2023 schrieb sie ausserdem für den Tages-Anzeiger und Der Bund szenische Kolumnen, die 2016 in Buchform erschienen sind. 2017/18 war de Weck Stipendiatin der Münchner Drehbuchwerkstatt. Seit 2019 ist sie u. a. mit Milo Rau und Elke Heidenreich im festen Kritikerteam der SRF Fernsehsendung Literaturclub. Ab Herbst 2023 moderierte sie die Sendung im Wechsel mit Jennifer Khakshouri. Sie ist Creator und Head-Autorin der 2022 ausgestrahlten SRF-Serie Emma lügt (Regie: Bettina Oberli). Seit 2024 ist sie als Nachfolgerin von Insa Wilke Jurymitglied beim Ingeborg-Bachmann-Preis und zusätzlich 2025 Jurymitglied beim Deutschen Buchpreis.
De Weck lebt mit ihrem Ehemann András Siebold und den zwei gemeinsamen Kindern in Hamburg.

## Werke
- 2007: Lieblingsmenschen. Stück Theater Basel, als Buch: Diogenes, Zürich 2007 (Diogenes Taschenbuch: Zürich 2014, ISBN 978-3-257-24256-0).
- 2008: SumSum. Stück in 19 Szenen. Theater Chur, als Buch: Diogenes, Zürich 2008, ISBN 978-3-257-06681-4.
- 2011: Für die Nacht. Stück Theater Basel
- 2013: Archiv des Unvollständigen. Stück Ruhrfestspiele
- 2016: Politik und Liebe machen. Buch, gesammelte Kolumnen, Diogenes Zürich 2016, ISBN 978-3-257-30038-3.
- 2022: Emma lügt. TV-Serie, SRF / SRG SSR.[5]

## Filmografie (Schauspiel)
- 2010: Länger leben
- 2014: Pyrohans
- 2017: Vakuum
- 2022: Tatort: Risiken mit Nebenwirkungen

## Preise und Auszeichnungen
- 2005: Stipendium Paul Maar des Kinder- und Jugendtheaterzentrums in Deutschland
- 2008: Werkbeitrag der Pro Helvetia
- 2009: Aufenthaltsstipendium Literarisches Colloquium Berlin
- 2017: Stipendiatin der Drehbuchwerkstatt München
- 2018: Werkjahr der Stadt Zürich
- 2022: Nominee, Rose d’Or 2022, Kategorie Multiplatform Series für Emma lügt.[6]